# Ormyrus bicolor
Ormyrus bicolor is een vliesvleugelig insect uit de familie Ormyridae. De wetenschappelijke naam is voor het eerst geldig gepubliceerd in 2006 door Zerova.